# Hyperbolický kosekans

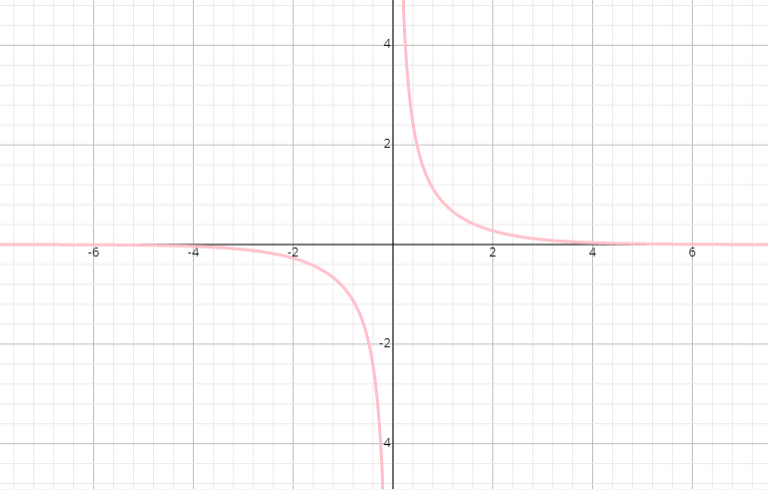
Graf funkce hyperbolický kosekans

Hyperbolický kosekans je hyperbolická funkce. Značí se {\displaystyle \operatorname {csch} \,x}.

## Definice
Hyperbolický kosekans je definován pomocí hyperbolického sinu:{\displaystyle \operatorname {csch} \,x=\left(\sinh x\right)^{-1}={\frac {2}{e^{x}-e^{-x}}}={\frac {2e^{x}}{e^{2x}-1}}}.

## Vlastnosti
- Definiční obor funkce

{\displaystyle {R}-{0}} (reálná čísla různá od nuly)
- Obor hodnot funkce

{\displaystyle {R}-{0}}
- Hyperbolický kosekans je lichá funkce, je tedy splněna podmínka

{\displaystyle \operatorname {csch} \,-x=\operatorname {-csch} \,x.}
- Inverzní funkcí k hyperbolickému kosekans je hyperbolometrická funkce argument hyperbolického kosekans (argcsch x).

- Derivace hyperbolického kosekans:

{\displaystyle {\frac {d}{dx}}\operatorname {csch} \,x=(\operatorname {-coth} \,x)(\operatorname {csch} \,x)}
- Neurčitý integrál:

{\displaystyle \int \operatorname {csch} \,ax\,\mathrm {d} x=\ln(\tanh({\frac {x}{2}}))+C}, kde {\displaystyle C} je integrační konstanta.